# Alpaida rosa
Alpaida rosa är en spindelart som beskrevs av Levi 1988. Alpaida rosa ingår i släktet Alpaida och familjen hjulspindlar. Inga underarter finns listade i Catalogue of Life.